# قصبه آبئی
قصبه آبئی (به چینی: 阿北乡) یک قصبه در شمال‌شرق جمهوری خلق چین است که در تابعیت شهر هولین (شهر در سطح شهرستان)، که خود در تابعیت شهر جی‌شی (شهر در سطح ولایت) می‌باشد، در استان هئی‌لونگ‌جیانگ، قرار دارد.